# Ikaalinen
Ikaalinen (em sueco: Ikalis) é um município da Finlândia.
Está localizado na província da Finlândia Ocidental, e faz parte da sub-região da Pirkanmaa. A cidade tem uma população de 6 850 habitantes (estimativas de março de 2023), e abrange uma área de 843,51 km², dos quais 93,16 km² é constituído por água. A densidade populacional é de 9,85 hab/km². 
O Parque Nacional Seitseminen está parcialmente localizado no município. 
Ikaalinen é uma atração turística na Finlândia, principalmente ao fato da cidade sediar festivais de música popular, tradição que remonta na cidade desde o século passado, especialmente a música do acordeão. Sua bela paisagem é um fascínio aos visitantes. 
Em Ikaalinen, cerca de 55 % da população trabalha no setor terciário, prestando serviços principalmente ao governo municipal. A agricultura, que sempre constituiu uma importante fonte de renda no município, responde por aproximadamente 15 % da economia local. 
Ikaalinen tornou-se um município independente em 1641. Ganhou estatuto de cidade em 1858, o qual foi revalidado em 1977. 